# Grand Prix automobile d'Italie 2012
GP précédent GP suivant
Le Grand Prix automobile d'Italie 2012 (Formula 1 2012 Gran Premio Santander d'Italia), disputé le 9 septembre 2012 sur le circuit de Monza, est la 871e épreuve du championnat du monde de Formule 1 courue depuis 1950. Il s'agit de la soixante-troisième édition du Grand Prix d'Italie comptant pour le championnat du monde de Formule 1, la soixante-deuxième se tenant à Monza, et la treizième manche du championnat 2012.
Lewis Hamilton, parti en pole position, la troisième en trois courses pour McLaren, prend un bon départ et conserve sa première place sans être inquiété. Douzième sur la grille, Sergio Pérez réussit de nombreux dépassements et tente une stratégie à un seul arrêt qui s'avère payante : il prend la place de leader après la première vague d'arrêts au stand. Quand il rentre à son tour, Hamilton reprend le commandement pour ne plus le lâcher : il remporte sa troisième victoire de la saison devant Pérez et Fernando Alonso. Hamilton s'empare ainsi de la deuxième place du championnat du monde des pilotes avec 142 points mais c'est Alonso qui réalise la meilleure opération : avec 179 points, il possède dorénavant 37 longueurs d'avance sur le second. À l'issue de la course, dix-huit des vingt-cinq pilotes en lice au championnat ont marqué au moins un point.
Chez les constructeurs, Red Bull Racing (272 points) conserve la tête du classement, bien que les deux pilotes de l'écurie aient abandonné, une première depuis le Grand Prix de Corée 2010. Cette contre-performance profite à McLaren, qui réduit l'écart en comptant désormais 243 points, et à Ferrari, qui dépasse Lotus au championnat (226 points contre 217). À la fin du Grand Prix, neuf des douze écuries engagées au championnat ont marqué des points, Caterham, Marussia et HRT n'en ayant pas encore inscrit.

## Essais libres

### Première séance, le vendredi de 10 h à 11 h 30
| Pos. | Pilote             | Voiture          | Chrono         | Écart     |
| ---- | ------------------ | ---------------- | -------------- | --------- |
| 1    | Michael Schumacher | Mercedes         | 1 min 25 s 422 |           |
| 2    | Jenson Button      | McLaren-Mercedes | 1 min 25 s 723 | + 0 s 301 |
| 3    | Nico Rosberg       | Mercedes         | 1 min 25 s 762 | + 0 s 340 |
| 4    | Fernando Alonso    | Ferrari          | 1 min 25 s 422 | + 0 s 378 |
| 5    | Felipe Massa       | Ferrari          | 1 min 25 s 800 | + 0 s 439 |
| 6    | Lewis Hamilton     | McLaren-Mercedes | 1 min 25 s 861 | + 0 s 522 |

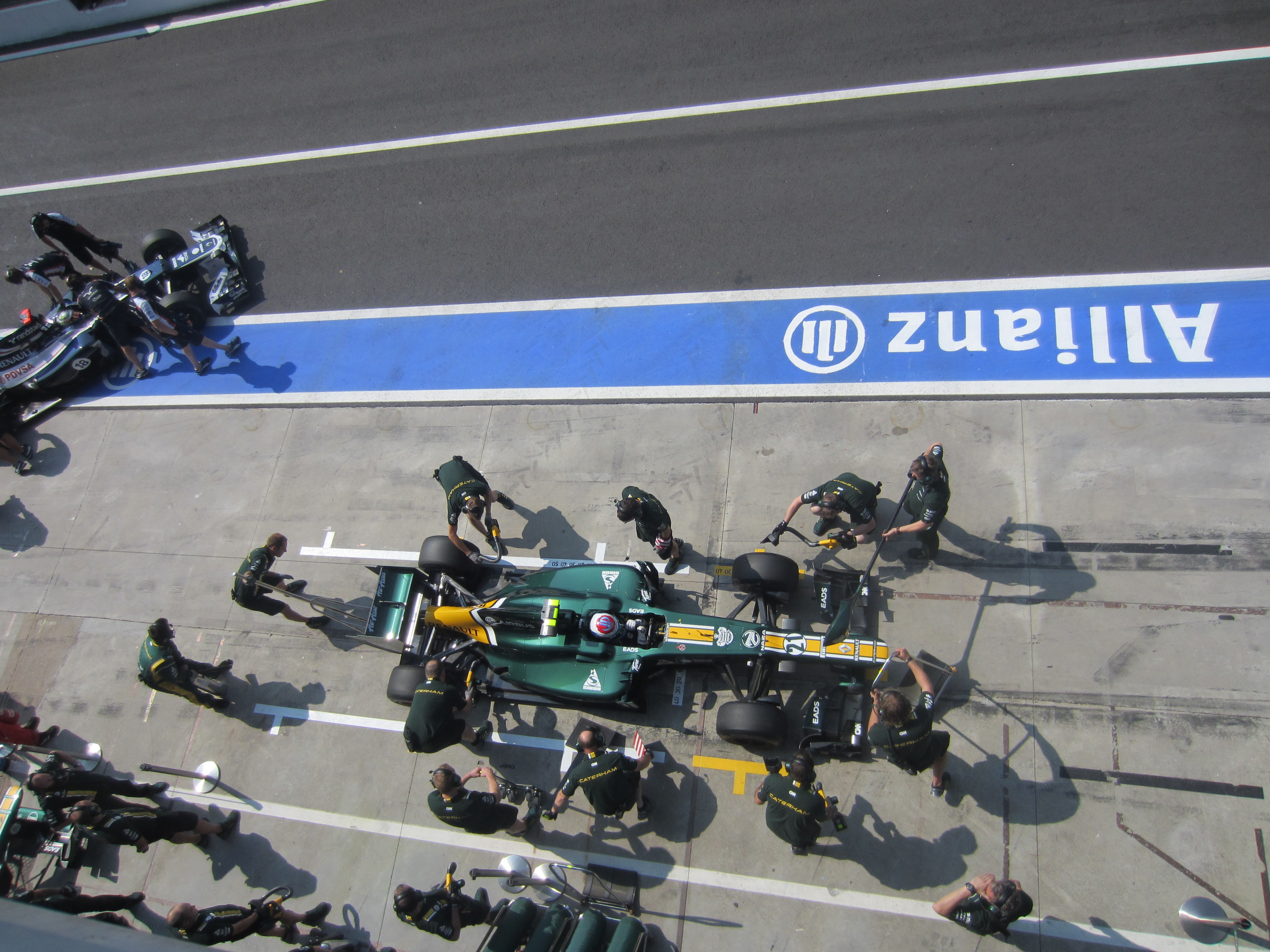
Vitaly Petrov dans le stand Caterham lors du Grand Prix d'Italie 2012.

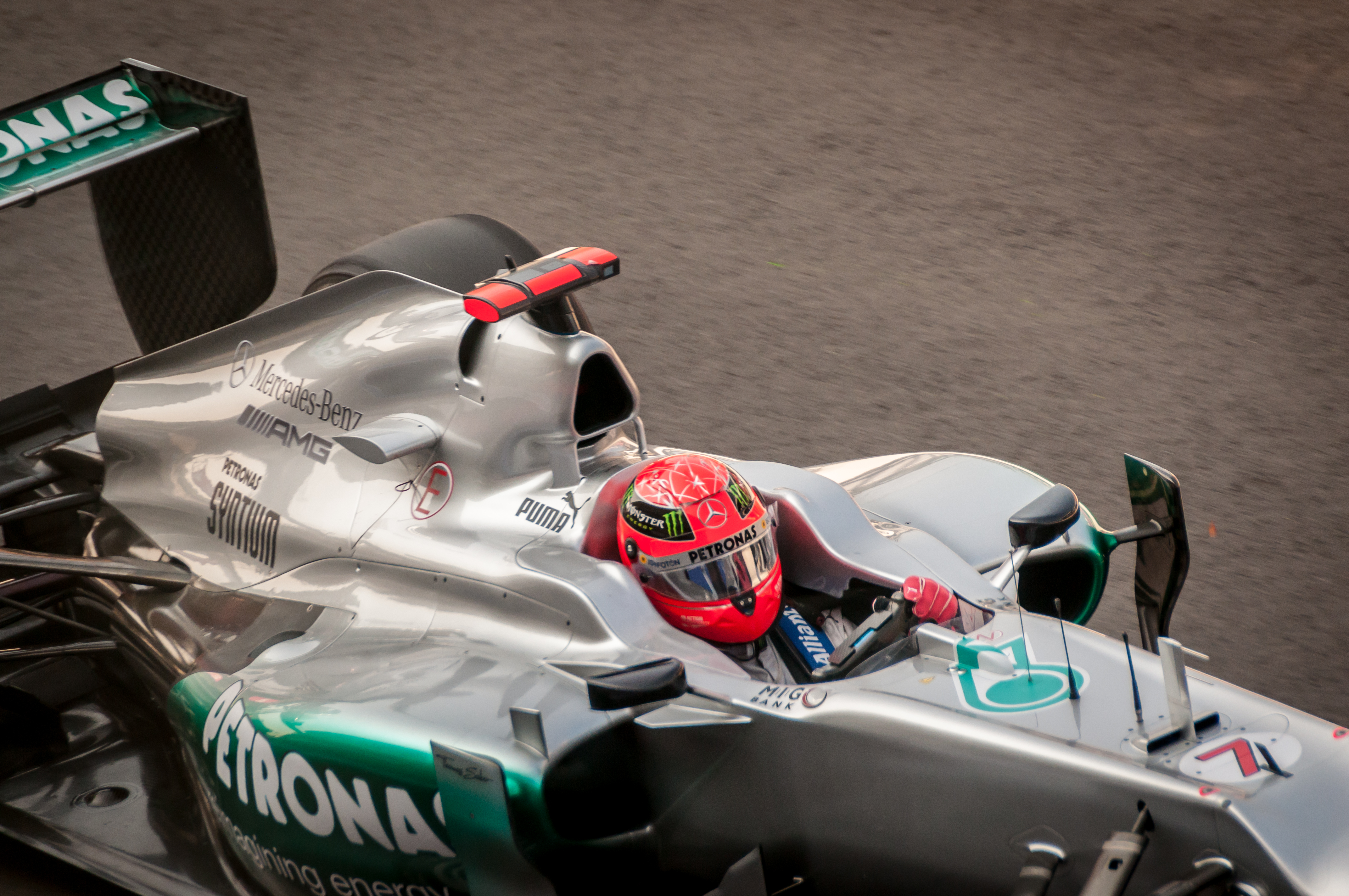
Michael Schumacher lors du Grand Prix d'Italie 2012.

La température ambiante est de 23 °C et la piste est à 28 °C au départ de la première séance d'essais libres du Grand Prix d'Italie. La piste est très poussiéreuse et de nombreuses feuilles d'arbre du parc environnant sont présentes au niveau de la seconde chicane. Le pilote belge Jérôme d'Ambrosio remplace Romain Grosjean chez Lotus F1 Team car le Français est suspendu par la FIA pour ce Grand Prix à la suite du carambolage qu'il a provoqué lors du départ du Grand Prix de Belgique, la semaine précédente,,,. 
Les pilotes s'élancent rapidement pour boucler un tour d'installation et Felipe Massa fixe le premier temps de référence en 1 min 28 s 370. Les pilotes coupent fréquemment les chicanes pour éviter un gros choc sur les vibreurs très élevés du circuit. Il faut attendre plus de vingt minutes pour que le classement change en tête : Kimi Räikkönen améliore alors en 1 min 28 s 175 puis 1 min 27 s 369 mais Lewis Hamilton le bat en 1 min 26 s 980 puis 1 min 26 s 346. Fernando Alonso fait encore mieux avec un tour bouclé en 1 min 26 s 072. Pour autant, il ne conserve pas le commandement puisque Michael Schumacher améliore peu après à deux reprises (1 min 25 s 961 et 1 min 25 s 422),,,. 
Fernando Alonso et Pastor Maldonado sont obligés d'immobiliser leur monoplace en piste quelques minutes avant la fin de la séance tandis que Räikkönen décolle sur un vibreur, à plus d'un mètre du sol, sans gros dommage pour sa monoplace,,,. 
- Valtteri Bottas, pilote essayeur chez Williams F1 Team, a remplacé Bruno Senna lors de cette séance d'essais.
- Ma Qing Hua, pilote essayeur chez HRT, a remplacé Narain Karthikeyan lors de cette séance d'essais.
- Jules Bianchi, pilote essayeur chez Force India, a remplacé Paul di Resta lors de cette séance d'essais.

### Deuxième séance, le vendredi de 14 h à 15 h 30
| Pos. | Pilote          | Voiture          | Chrono         | Écart     |
| ---- | --------------- | ---------------- | -------------- | --------- |
| 1    | Lewis Hamilton  | McLaren-Mercedes | 1 min 25 s 290 |           |
| 2    | Jenson Button   | McLaren-Mercedes | 1 min 25 s 328 | + 0 s 038 |
| 3    | Fernando Alonso | Ferrari          | 1 min 25 s 348 | + 0 s 058 |
| 4    | Felipe Massa    | Ferrari          | 1 min 25 s 430 | + 0 s 140 |
| 5    | Nico Rosberg    | Mercedes         | 1 min 25 s 446 | + 0 s 156 |
| 6    | Kimi Räikkönen  | Lotus-Renault    | 1 min 25 s 504 | + 0 s 214 |

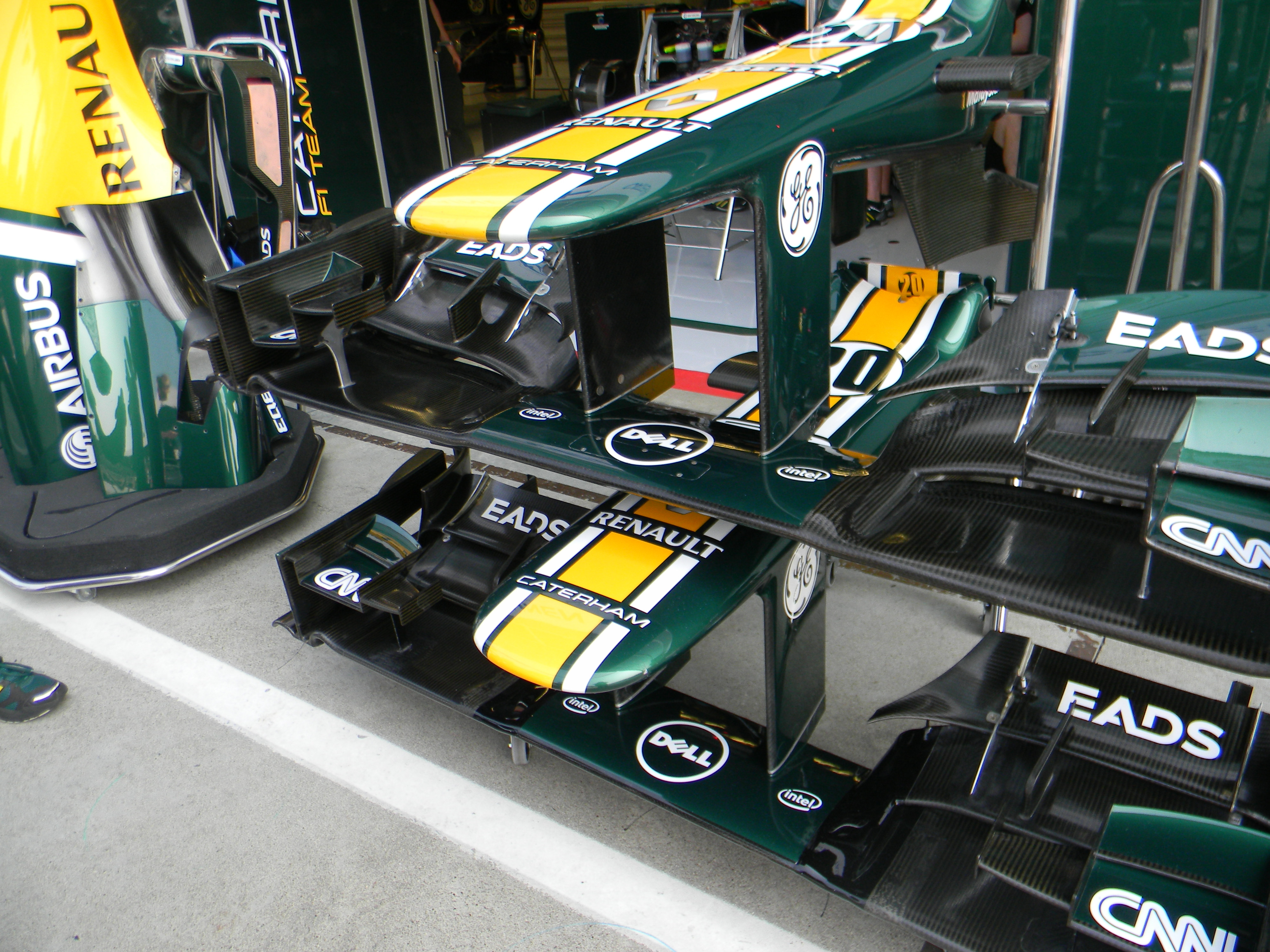
Plusieurs ailerons avant dans le stand Caterham lors du Grand Prix d'Italie 2012.

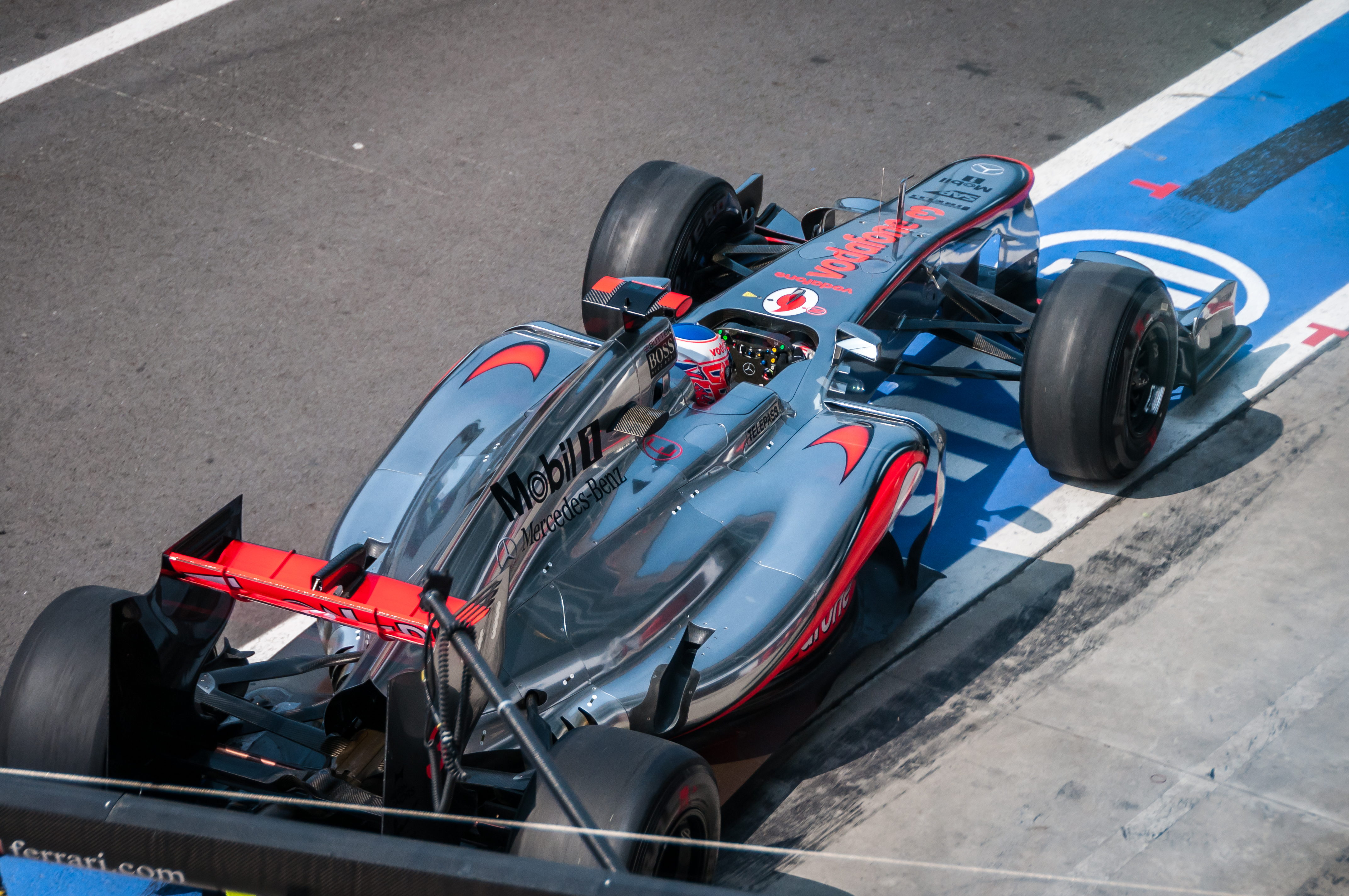
Jenson Button lors du Grand Prix d'Italie 2012.

La température ambiante est de 27 °C et la piste est à 40 °C au début de la deuxième séance d'essais libres. Tous les pilotes titulaires s'élancent en piste dès son ouverture et Sergio Pérez établit le premier temps de référence en 1 min 27 s 713. Kimi Räikkönen améliore en deux temps (1 min 26 s 093 puis 1 min 25 s 934) avant de laisser le commandement à Jenson Button (1 min 25 s 832), Nico Rosberg (1 min 25 s 446) et Fernando Alonso (1 min 25 s 350),,,. 
Alors qu'il reste moins d'une heure dans la séance, Alonso prend la piste en pneus tendres mais, en proie à des problèmes de freins, fait une légère sortie de piste qui l'oblige à retourner aux stands. Jenson Button, lui aussi en pneus tendres, prend la tête du classement en 1 min 25 s 328 mais son temps est amélioré par son coéquipier Lewis Hamilton en 1 min 25 s 290. À une demi-heure du terme, Fernando Alonso rentre à son stand au ralenti : sa boîte de vitesses reste bloquée sur le deuxième rapport. Toutefois, la boîte de vitesses défectueuse n'étant pas celle utilisée à Spa mais une boîte plus ancienne destinée désormais aux sessions d'essais, elle peut être réparée sans pénalité de places sur la grille pour le pilote espagnol,,,. 
Personne ne bat le temps établi par Lewis Hamilton qui devance donc son équipier et les deux Ferrari d'Alonso et de Felipe Massa,,,.

### Troisième séance, le samedi de 11 h à 12 h
| Pos. | Pilote          | Voiture              | Chrono         | Écart     |
| ---- | --------------- | -------------------- | -------------- | --------- |
| 1    | Lewis Hamilton  | McLaren-Mercedes     | 1 min 24 s 578 |           |
| 2    | Fernando Alonso | Ferrari              | 1 min 24 s 579 | + 0 s 001 |
| 3    | Paul di Resta   | Force India-Mercedes | 1 min 24 s 849 | + 0 s 271 |
| 4    | Felipe Massa    | Ferrari              | 1 min 24 s 909 | + 0 s 331 |
| 5    | Jenson Button   | McLaren-Mercedes     | 1 min 24 s 994 | + 0 s 416 |
| 6    | Nico Rosberg    | Mercedes             | 1 min 25 s 036 | + 0 s 458 |

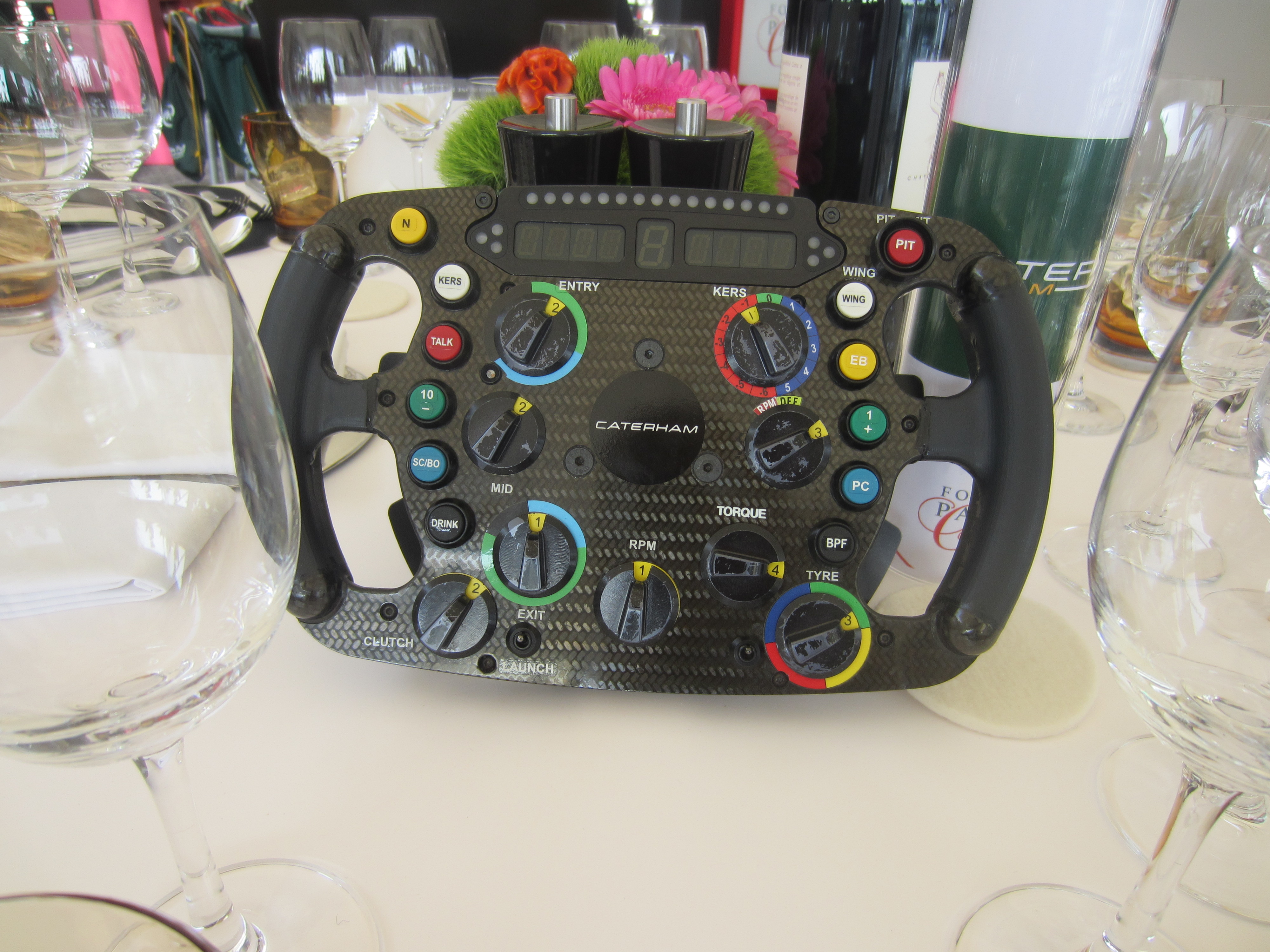
Un volant Caterham présenté lors du Grand Prix d'Italie 2012.

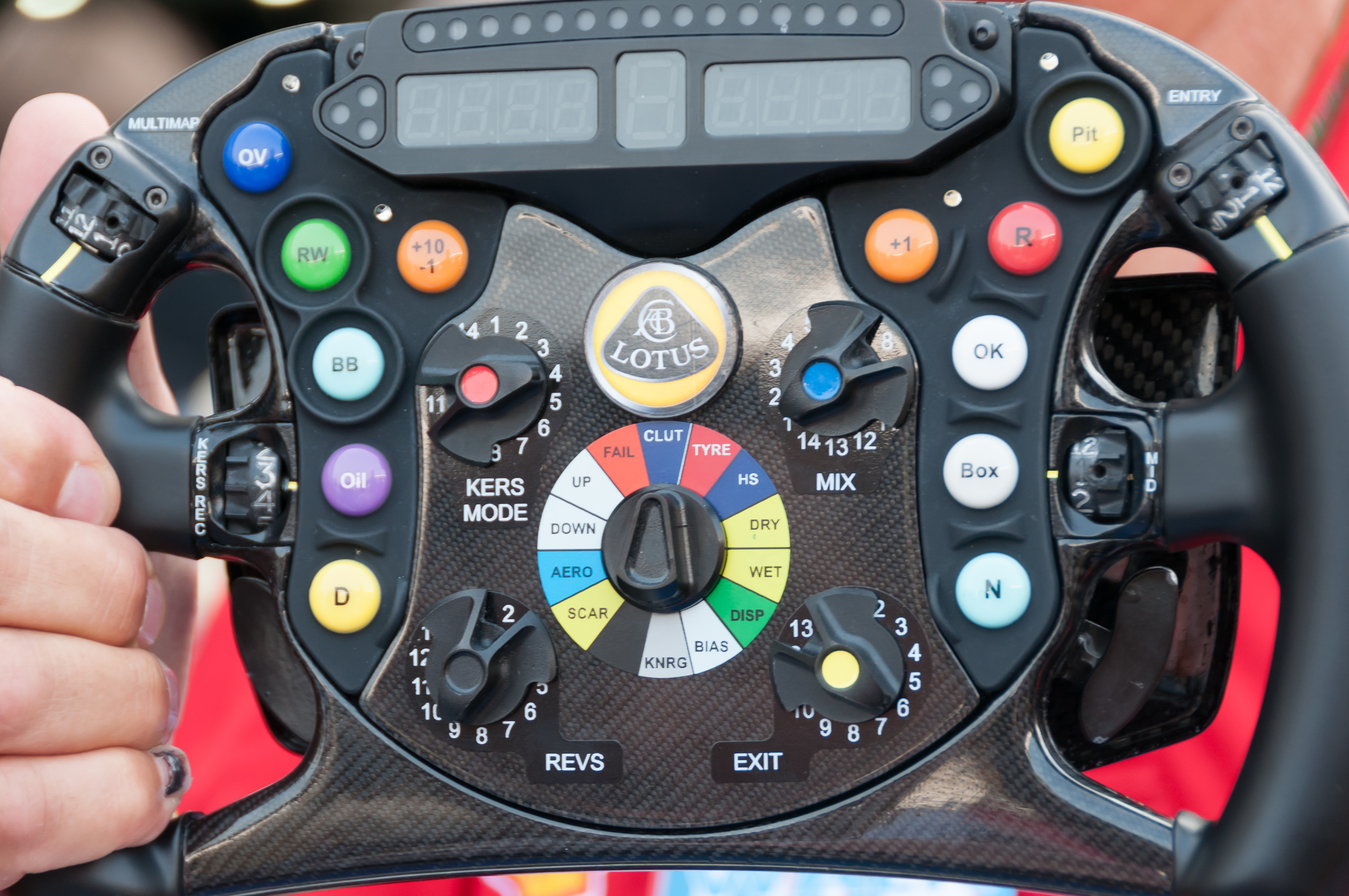
Un volant Lotus présenté lors du Grand Prix d'Italie 2012.

La température ambiante est de 25 °C et la piste est à 32 °C au départ de la dernière séance d'essais libres. Les pilotes prennent aussitôt la piste pour boucler un tour d'installation et Sergio Pérez établit le temps de référence en 1 min 26 s 620. Plusieurs pilotes se relaient en tête du classement : Kimi Räikkönen tourne en 1 min 26 s 215, Pérez reprend la tête en 1 min 25 s 894 puis Lewis Hamilton améliore en 1 min 25 s 816,,,.
Pérez se porte à nouveau en haut du classement avec un tour bouclé en 1 min 25 s 508 mais Hamilton améliore en deux temps (1 min 25 s 165 puis 1 min 24 s 687) avant de s'incliner devant Fernando Alonso, en 1 min 24 s 632. À la mi-séance, certains pilotes chaussent leurs pneus tendres quand d'autres affirment que les gommes plus dures sont tout aussi performantes. Alonso, en pneus tendres, améliore son meilleur temps en 1 min 24 s 579 mais celui-ci est finalement battu d'un millième de seconde par Hamilton en 1 min 24 s 578 tandis que Sebastian Vettel immobilise sa monoplace dans les dernières minutes de la séance à cause d'un souci d'alternateur,,,. 
Quatorze pilotes se tiennent en moins d'une seconde, et seulement huit dixièmes séparent les huit premiers. Michael Schumacher, quatorzième, a connu un problème de SREC en début de session,,,. Paul di Resta sera pénalisé de cinq places sur la grille de départ car sa boîte de vitesses nécessite d'être changée à l'issue de cette séance d'essais.

## Séance de qualifications

### Résultats des qualifications

#### Session Q1

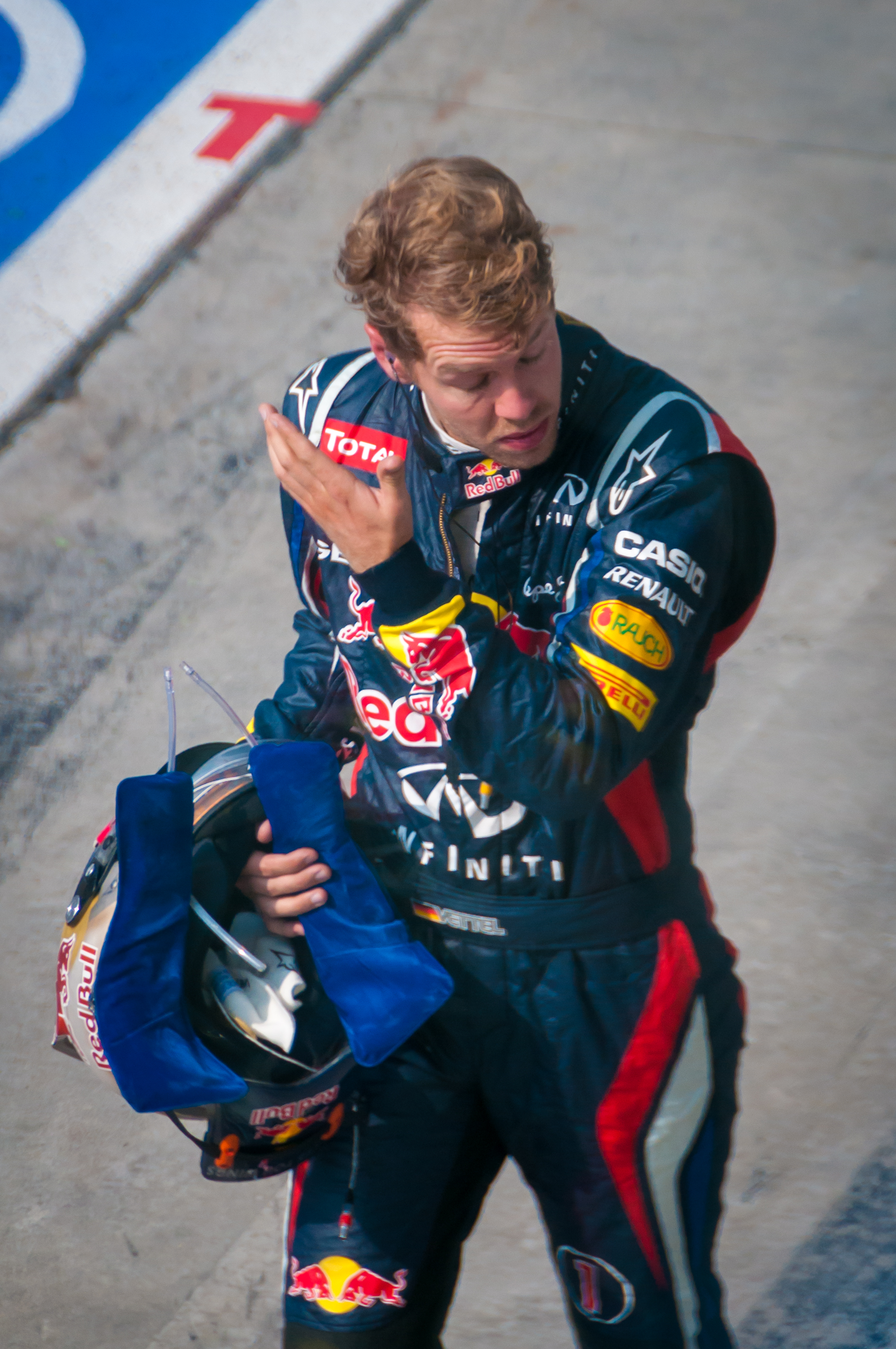
Sebastian Vettel abandonne en course sur panne d'alternateur.

Il fait beau et chaud au départ de la séance de qualification du Grand Prix d'Italie : la température ambiante est de 28 °C et la piste est à 39 °C. À l'issue de cette session, Pastor Maldonado sera pénalisé de dix places sur la grille de départ pour son comportement au Grand Prix de Belgique et Paul di Resta de cinq places pour un changement anticipé de boîte de vitesses,,,. 
Après trois séances d'essais libres très serrées où plus d'une dizaine de monoplaces ont tourné dans la même seconde avec régularité, les qualifications s'annoncent indécises. Paul di Resta établit le temps de référence en 1 min 25 s 384 alors que son équipier Nico Hülkenberg rencontre un problème de boîte de vitesses dès la première chicane et doit abandonner sa monoplace dans le premier secteur. Jérôme d'Ambrosio prend également la piste très tôt pour prendre ses marques avec les pneus durs,,,.
Nico Rosberg prend la tête en deux temps en tournant en 1 min 25 s 209 puis 1 min 25 s 004 mais sa performance est améliorée par Fernando Alonso, en 1 min 24 s 540 puis 1 min 24 s 175. Dans les derniers instants de la séance, d'Ambrosio, dix-septième, court le danger d'être éliminé mais personne ne parvient à améliorer derrière lui. Les sept pilotes éliminés sont Nico Hülkenberg, Charles Pic, Pedro de la Rosa, Narain Karthikeyan, Timo Glock, Vitaly Petrov (qui fête en ce jour ses 28 ans) et Heikki Kovalainen,,,.

#### Session Q2

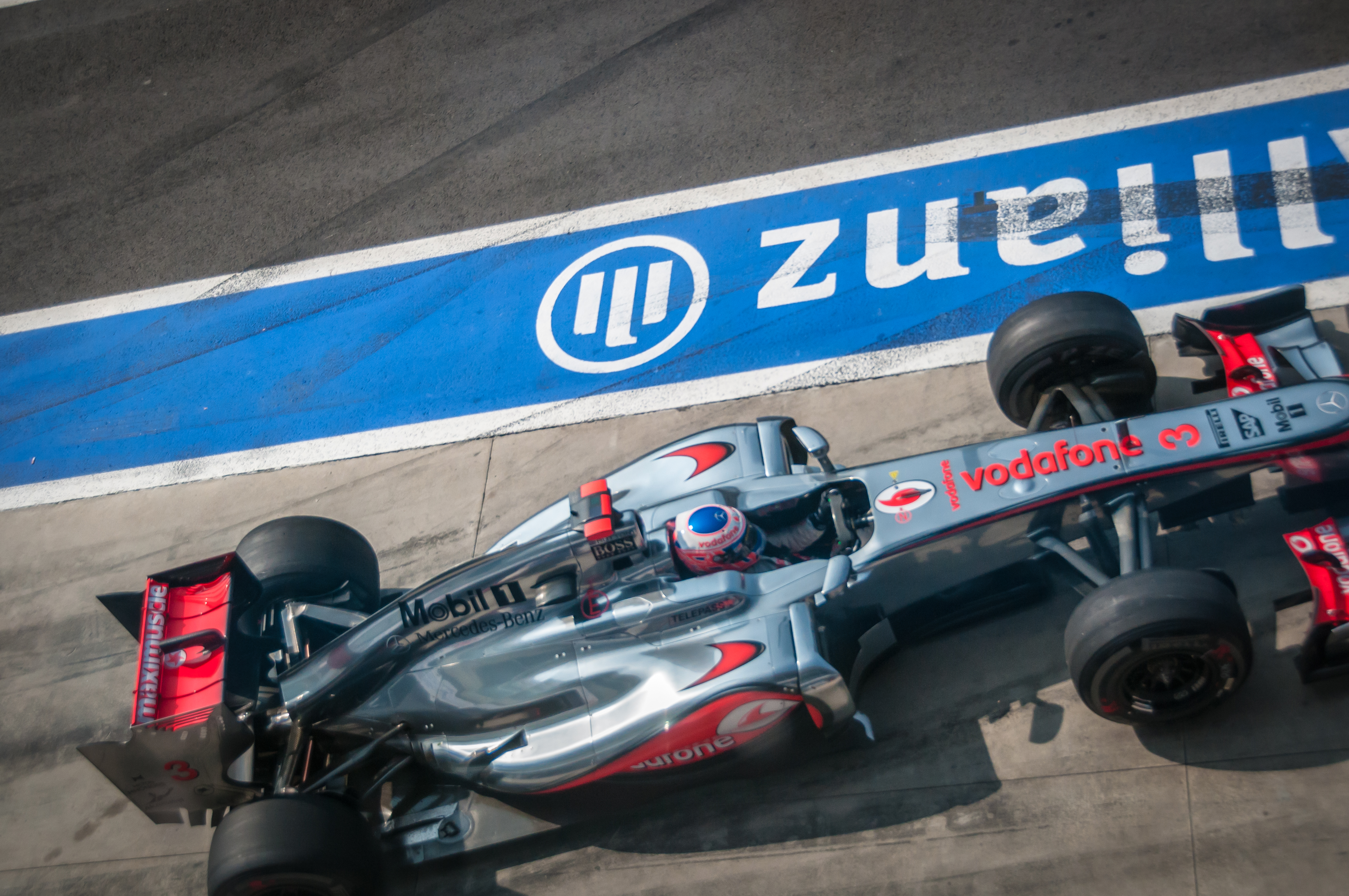
Jenson Button abandonne en course à cause d'un problème d'alimentation en essence.

Il fait toujours 28 °C dans l'air et 40 °C sur la piste lorsque Paul di Resta et Jérôme d'Ambrosio s'élancent les premiers en piste pour la deuxième session. Si D'Ambrosio est le seul pilote à partir en pneus durs, di Resta établit le premier tour chronométré en 1 min 24 s 668, temps immédiatement amélioré par Fernando Alonso en 1 min 24 s 242,,,. 
Sergio Pérez se fait alors peur en sortant large dans l'herbe dans la Parabolica mais réussit à garder le contrôle de sa monoplace. À la mi-séance, Jean-Éric Vergne, son coéquipier Daniel Ricciardo, d'Ambrosio, Kamui Kobayashi, Mark Webber, Pérez et Bruno Senna font partie des pilotes virtuellement éliminés. Si les Mercedes sont rapides en ligne droite, elles semblent instables, et Nico Rosberg et son coéquipier Michael Schumacher multiplient les erreurs. Les deux pilotes finissent toutefois par se porter hors de la zone provisoire d'élimination,,,. 
Tous les pilotes se relancent en piste dans les dernières minutes, sauf les cinq premiers du classement que sont Alonso, Jenson Button, son coéquipier Lewis Hamilton, Felipe Massa et Rosberg. Schumacher, septième, choisit également de rester dans son stand. Pastor Maldonado améliore sa performance à deux minutes de la fin et se classe ainsi neuvième, devant Sebastian Vettel, qui est sorti du top 10 par Kamui Kobayashi quelques secondes plus tard,,,. 
Dans la dernière seconde de la session, Vettel arrache sa qualification tandis que son coéquipier est recalé pour 67 millièmes de seconde. Personne ne parvient à battre le temps de Fernando Alonso et les sept pilotes éliminés sont Jérôme d'Ambrosio, Jean-Éric Vergne, Daniel Ricciardo, Bruno Senna, Sergio Pérez, Pastor Maldonado et Mark Webber,,,.

#### Session Q3

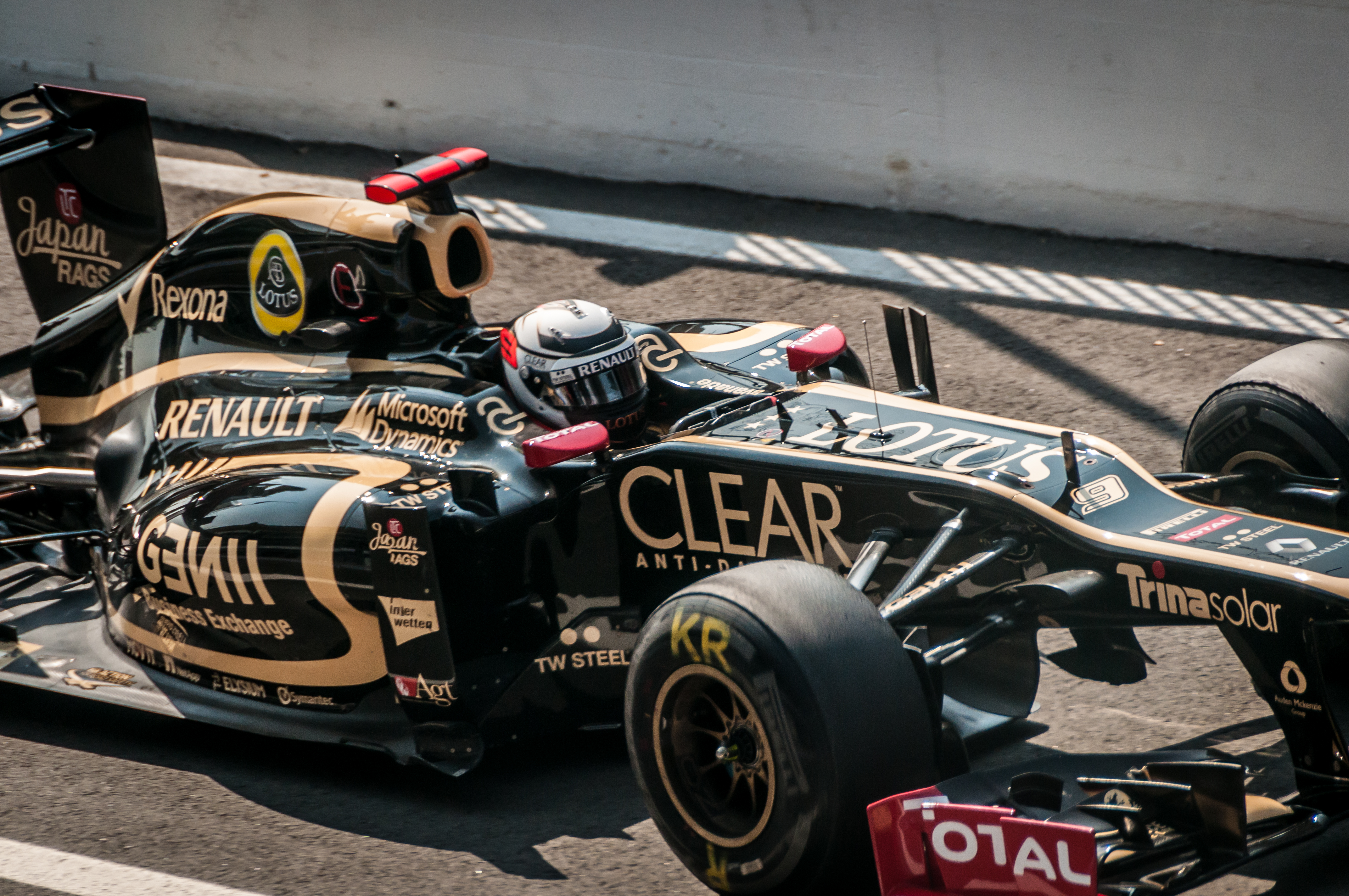
Kimi Räikkönen se classe cinquième du Grand Prix.

À l'ouverture de la piste, Fernando Alonso, son coéquipier Felipe Massa, Sebastian Vettel, Jenson Button, son coéquipier Lewis Hamilton et Paul di Resta sont les premiers à s'élancer. Massa établit le premier tour lancé en 1 min 24 s 436 après avoir bénéficié de l'aspiration de son équipier. Quelques instants plus tard, Hamilton prend la tête du classement en 1 min 24 s 010 alors que Fernando Alonso rentre au stand,,,. 
Les autres pilotes montent alors en piste, accompagnés de ceux qui se sont élancés en début de session. Di Resta, Massa et Button améliorent leurs performances et se rapprochent de Lewis Hamilton qui conserve néanmoins la pole position. Son équipier Button vient se placer à ses côtés sur la première ligne alors qu'Alonso, qui rate son dernier tour lancé à cause d'une casse de barre antiroulis, ne réalise que le dixième temps qualificatif alors que son coéquipier Massa part de la deuxième ligne, juste derrière les McLaren,,,.

### Grille de départ
| Pos.                                                                                      | Pilote                  | Écurie               | Qualifications 1 | Qualifications 2 | Qualifications 3 |
| ----------------------------------------------------------------------------------------- | ----------------------- | -------------------- | ---------------- | ---------------- | ---------------- |
| 1                                                                                         | Lewis Hamilton SREC     | McLaren-Mercedes     | 1 min 24 s 211   | 1 min 24 s 394   | 1 min 24 s 010   |
| 2                                                                                         | Jenson Button SREC      | McLaren-Mercedes     | 1 min 24 s 672   | 1 min 24 s 255   | 1 min 24 s 133   |
| 3                                                                                         | Felipe Massa SREC       | Ferrari              | 1 min 24 s 882   | 1 min 24 s 505   | 1 min 24 s 247   |
| 4                                                                                         | Paul di Resta SREC      | Force India-Mercedes | 1 min 24 s 875   | 1 min 24 s 345   | 1 min 24 s 304   |
| 5                                                                                         | Michael Schumacher SREC | Mercedes             | 1 min 25 s 302   | 1 min 24 s 675   | 1 min 24 s 540   |
| 6                                                                                         | Sebastian Vettel SREC   | Red Bull-Renault     | 1 min 25 s 011   | 1 min 24 s 687   | 1 min 24 s 802   |
| 7                                                                                         | Nico Rosberg SREC       | Mercedes             | 1 min 24 s 689   | 1 min 24 s 515   | 1 min 24 s 833   |
| 8                                                                                         | Kimi Räikkönen SREC     | Lotus-Renault        | 1 min 25 s 151   | 1 min 24 s 742   | 1 min 24 s 855   |
| 9                                                                                         | Kamui Kobayashi SREC    | Sauber-Ferrari       | 1 min 25 s 317   | 1 min 24 s 683   | 1 min 25 s 109   |
| 10                                                                                        | Fernando Alonso SREC    | Ferrari              | 1 min 24 s 175   | 1 min 24 s 242   | 1 min 25 s 678   |
| 11                                                                                        | Mark Webber SREC        | Red Bull-Renault     | 1 min 25 s 556   | 1 min 24 s 809   |                  |
| 12                                                                                        | Pastor Maldonado SREC   | Williams-Renault     | 1 min 25 s 103   | 1 min 24 s 820   |                  |
| 13                                                                                        | Sergio Pérez SREC       | Sauber-Ferrari       | 1 min 25 s 300   | 1 min 24 s 901   |                  |
| 14                                                                                        | Bruno Senna SREC        | Williams-Renault     | 1 min 25 s 135   | 1 min 25 s 042   |                  |
| 15                                                                                        | Daniel Ricciardo SREC   | Toro Rosso-Ferrari   | 1 min 25 s 728   | 1 min 25 s 312   |                  |
| 16                                                                                        | Jérôme d'Ambrosio SREC  | Lotus-Renault        | 1 min 25 s 834   | 1 min 25 s 408   |                  |
| 17                                                                                        | Jean-Éric Vergne SREC   | Toro Rosso-Ferrari   | 1 min 25 s 649   | 1 min 25 s 441   |                  |
| 18                                                                                        | Heikki Kovalainen SREC  | Caterham-Renault     | 1 min 26 s 382   |                  |                  |
| 19                                                                                        | Vitaly Petrov SREC      | Caterham-Renault     | 1 min 26 s 887   |                  |                  |
| 20                                                                                        | Timo Glock              | Marussia-Cosworth    | 1 min 27 s 039   |                  |                  |
| 21                                                                                        | Charles Pic             | Marussia-Cosworth    | 1 min 27 s 073   |                  |                  |
| 22                                                                                        | Narain Karthikeyan      | HRT-Cosworth         | 1 min 27 s 441   |                  |                  |
| 23                                                                                        | Pedro de la Rosa        | HRT-Cosworth         | 1 min 27 s 629   |                  |                  |
| Temps minimal à réaliser pour la qualification : 1 min 30 s 067 (107 % de 1 min 24 s 175) |                         |                      |                  |                  |                  |
| Nq.                                                                                       | Nico Hülkenberg SREC    | Force India-Mercedes | Pas de temps     |                  |                  |

- Pastor Maldonado, auteur du douzième temps des qualifications, reçoit deux pénalités de cinq places à la suite de son comportement lors du Grand Prix de Belgique (5 places pour départ anticipé et 5 autres pour son accrochage avec Timo Glock) et s'élance de la vingt-deuxième position sur la grille[26],[27],[28].
- Paul di Resta, auteur du quatrième temps des qualifications, reçoit une pénalité de cinq places pour avoir changé de boîte de vitesses et s'élance de la neuvième position sur la grille[26].
- Nico Hülkenberg, non qualifié à cause d'un problème de pression d'essence, est repêché par les commissaires de course et prend le départ depuis la dernière place sur la grille[26],[29].

## Course

### Déroulement de l'épreuve

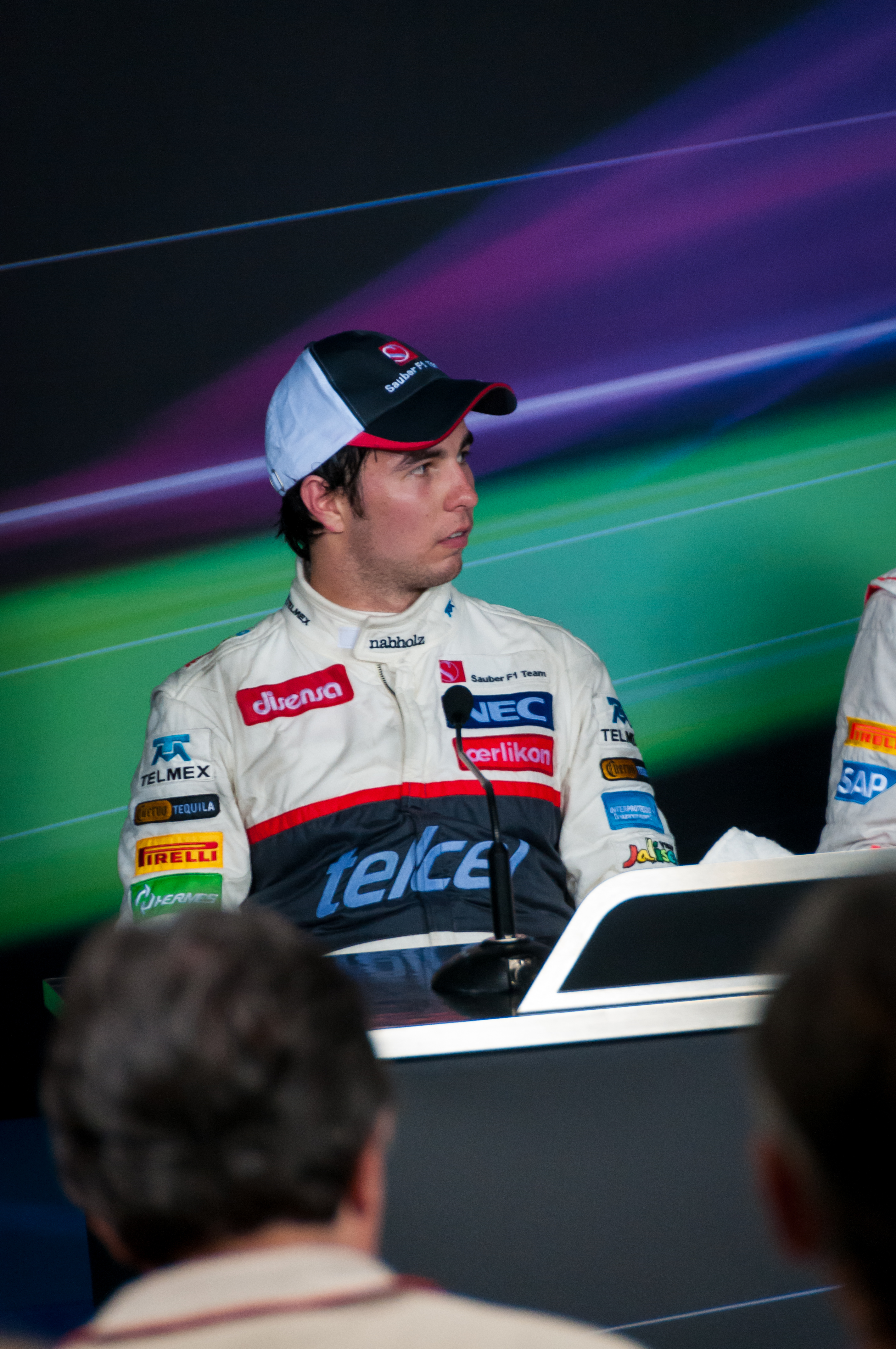
Sergio Pérez se classe deuxième du Grand Prix.

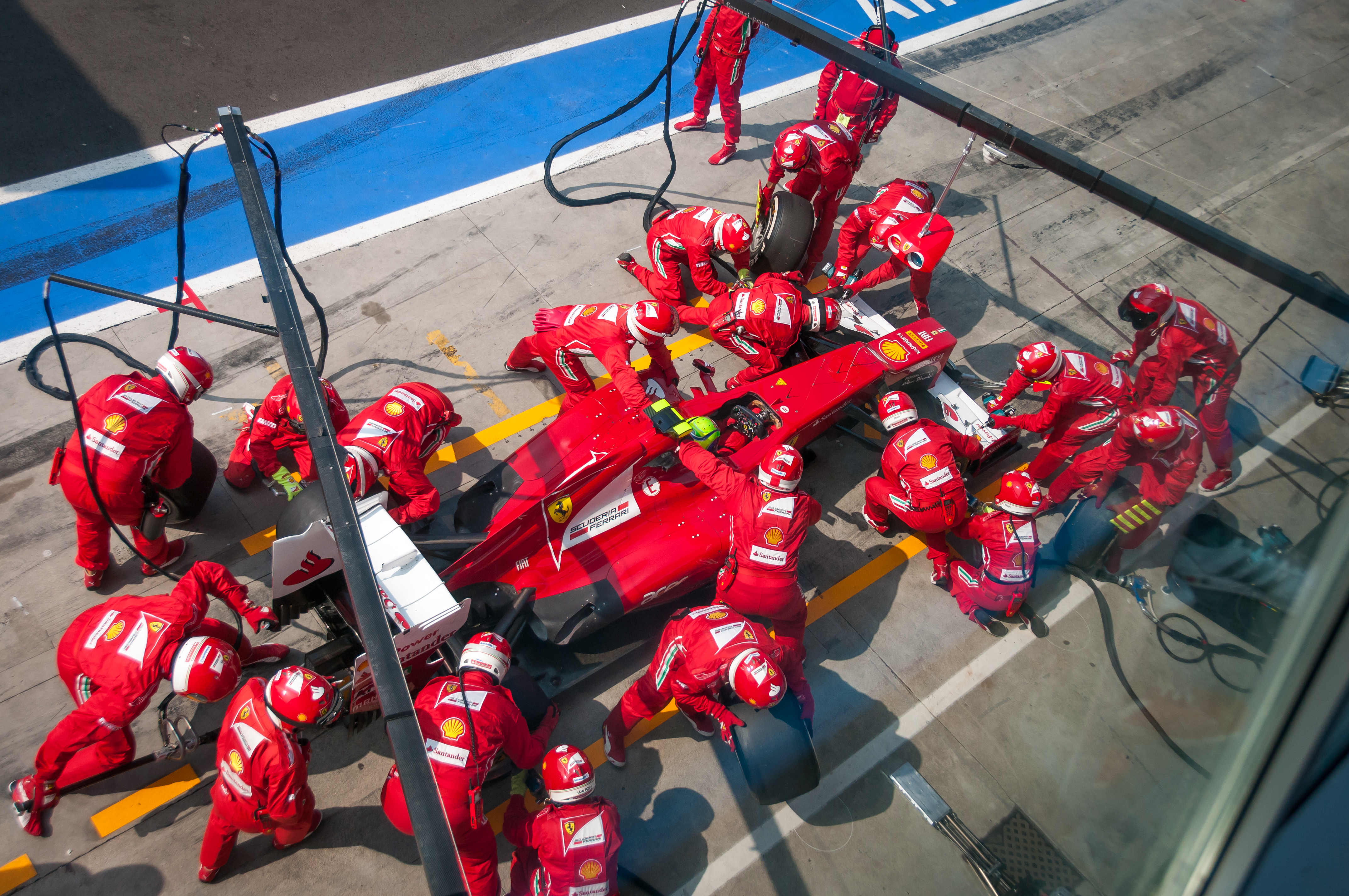
Felipe Massa se classe quatrième du Grand Prix.

La température ambiante est de 28 °C et la piste est à 35 °C au départ du Grand Prix. À l'extinction des feux, Lewis Hamilton prend un excellent départ depuis la pole position et garde la tête devant Felipe Massa et Jenson Button au premier virage. Au premier passage sur la ligne de chronométrage, Hamilton devance Massa, Button, Michael Schumacher, Sebastian Vettel, Kimi Räikkönen, Fernando Alonso, Kamui Kobayashi, Paul di Resta, Bruno Senna, Nico Rosberg, Sergio Pérez, Daniel Ricciardo et Mark Webber,,,. 
Dès les premiers tours, Alonso et Vettel remontent dans le classement, l'Espagnol prenant l'avantage sur Räikkönen et l'Allemand sur Schumacher. Quelques minutes plus tard, Alonso prend à son tour le meilleur sur Schumacher. En tête de la course, Lewis Hamilton creuse l'écart : au huitième passage, il compte 3 secondes d'avance sur Massa, 5 s sur Button, 6 s sur Vettel, 9 s sur Schumacher, 11 s sur Räikkönen, 12 s sur Pérez, 13 s sur Kobayashi et 14 s sur di Resta. Quelques instants plus tard, Jean-Éric Vergne, victime d'une casse de la suspension arrière, perd le contrôle de sa monoplace dans la première chicane et abandonne après avoir fait un grand bond par-dessus les vibreurs,,,. 
Pastor Maldonado change ses pneus le premier au treizième tour, Rosberg au tour suivant, Schumacher au seizième, Räikkönen et Heikki Kovalainen au suivant pendant que Jenson Button ravit en piste la deuxième place à Felipe Massa : les deux McLaren sont en tête de la course. Massa s'arrête au dix-neuvième tour, Vettel, Alonso, Kobayashi au suivant, Button au vingt-deuxième et Hamilton au suivant, ce qui permet à Pérez de prendre la tête de la course. Nico Hülkenberg et Jérôme d'Ambrosio s'arrêtent au vingt-septième tour et Pérez deux tours plus tard. Au trentième passage, Hamilton est en tête et devance Button de 7 secondes, Massa de 11 s, Alonso de 14 s, Vettel de 15 s ; suivent Schumacher, Räikkönen, Pérez, Rosberg et Webber. Dans le trente-troisième tour, Jenson Button abandonne à cause d'un problème d'alimentation en essence,,,. 
Une passe d'armes s'engage entre Vettel et Alonso lorsque celui-ci tente de passer l'Allemand, qui a largement baissé de rythme, dans la Curva Grande : Vettel se déporte dans la trajectoire et force Alonso à mettre ses roues dans l'herbe. Le pilote espagnol réussit à maîtriser sa monoplace et les commissaires imposent à Vettel un drive-through en guise de pénalité. Hamilton mène désormais la course devant les deux Ferrari et, à la fin du trente-neuvième tour, Massa reçoit par radio la consigne de laisser passer son coéquipier,,,. 
Schumacher s'arrête pour la deuxième fois dans le trente-septième tour et son coéquipier Rosberg au suivant. Pendant ce temps, Pérez remonte rapidement sur Alonso et Massa : le Mexicain est maintenant chaussé en pneus tendres quand les trois premiers sont en pneus durs. Pérez dépasse Massa dans le quarante-troisième tour ; au tour suivant, le classement est donc : Hamilton, Alonso (à 12 secondes), Pérez (à 13 s), Massa (à 16 s) ; suivent Räikkönen, Vettel, Webber, di Resta, Schumacher et Kobayashi. Pérez double Alonso dans le quarante-sixième tour et pointe désormais à la deuxième place, à une dizaine de secondes de Lewis Hamilton,,,. 
Victime d'un souci d'alternateur, Vettel abandonne dans le quarante-septième tour et, à trois tours du but, son coéquipier Webber part à la faute à la sortie de la chicane Ascari et rentre au stand au ralenti pour abandonner. Lewis Hamilton remporte sa troisième victoire de la saison, devant Sergio Pérez et Fernando Alonso ; suivent pour les points Massa, Räikkönen, Schumacher, Rosberg, di Resta, Kobayashi et Senna,,,.

### Classement de la course
| Pos. | no | Pilote                  | Écurie               | Tours | Temps/Abandon                      | Grille | Points |
| ---- | -- | ----------------------- | -------------------- | ----- | ---------------------------------- | ------ | ------ |
| 1    | 4  | Lewis Hamilton SREC     | McLaren-Mercedes     | 53    | 1 h 19 min 41 s 221 (230,944 km/h) | 1      | 25     |
| 2    | 15 | Sergio Pérez SREC       | Sauber-Ferrari       | 53    | + 4 s 356                          | 12     | 18     |
| 3    | 5  | Fernando Alonso SREC    | Ferrari              | 53    | + 20 s 594                         | 10     | 15     |
| 4    | 6  | Felipe Massa SREC       | Ferrari              | 53    | + 29 s 667                         | 3      | 12     |
| 5    | 9  | Kimi Räikkönen SREC     | Lotus-Renault        | 53    | + 30 s 881                         | 7      | 10     |
| 6    | 7  | Michael Schumacher SREC | Mercedes             | 53    | + 31 s 259                         | 4      | 8      |
| 7    | 8  | Nico Rosberg SREC       | Mercedes             | 53    | + 33 s 550                         | 6      | 6      |
| 8    | 11 | Paul di Resta SREC      | Force India-Mercedes | 53    | + 41 s 057                         | 9      | 4      |
| 9    | 14 | Kamui Kobayashi SREC    | Sauber-Ferrari       | 53    | + 43 s 898                         | 8      | 2      |
| 10   | 19 | Bruno Senna SREC        | Williams-Renault     | 53    | + 48 s 144                         | 13     | 1      |
| 11   | 18 | Pastor Maldonado SREC   | Williams-Renault     | 53    | + 48 s 682                         | 22     |        |
| 12   | 16 | Daniel Ricciardo SREC   | Toro Rosso-Ferrari   | 53    | + 50 s 316                         | 14     |        |
| 13   | 10 | Jérôme d'Ambrosio SREC  | Lotus-Renault        | 53    | + 1 min 15 s 861                   | 15     |        |
| 14   | 20 | Heikki Kovalainen SREC  | Caterham-Renault     | 52    | + 1 tour                           | 17     |        |
| 15   | 21 | Vitaly Petrov SREC      | Caterham-Renault     | 52    | + 1 tour                           | 18     |        |
| 16   | 25 | Charles Pic             | Marussia-Cosworth    | 52    | + 1 tour                           | 20     |        |
| 17   | 24 | Timo Glock              | Marussia-Cosworth    | 52    | + 1 tour                           | 19     |        |
| 18   | 22 | Pedro de la Rosa        | HRT-Cosworth         | 52    | + 1 tour                           | 23     |        |
| 19   | 23 | Narain Karthikeyan      | HRT-Cosworth         | 52    | + 1 tour                           | 21     |        |
| 20   | 2  | Mark Webber SREC        | Red Bull-Renault     | 51    | Suspension                         | 11     |        |
| 21   | 12 | Nico Hülkenberg SREC    | Force India-Mercedes | 50    | Freins                             | 24     |        |
| 22   | 1  | Sebastian Vettel SREC   | Red Bull-Renault     | 47    | Alternateur                        | 5      |        |
| Abd. | 3  | Jenson Button SREC      | McLaren-Mercedes     | 32    | Pression d'essence                 | 2      |        |
| Abd. | 17 | Jean-Éric Vergne SREC   | Toro Rosso-Ferrari   | 8     | Suspension                         | 16     |        |

### Pole position et record du tour
Lewis Hamilton signe la vingt-troisième pole position de sa carrière, sa deuxième à Monza et sa quatrième de la saison. Nico Rosberg réalise le quatrième meilleur tour en course de sa carrière, son premier sur ce tracé et son deuxième de la saison.
- Pole position :  Lewis Hamilton (McLaren-Mercedes) en 1 min 24 s 010 (248,242 km/h)[36].
- Meilleur tour en course :  Nico Rosberg (Mercedes Grand Prix) en 1 min 27 s 239 (239,054 km/h) au cinquante-troisième tour[37].

### Tours en tête
Parti en pole position, Lewis Hamilton prend un bon envol et conserve sa première place au premier virage. Il parvient ensuite à contenir ses poursuivants jusqu'à la première salve d'arrêts aux stands mais doit céder le commandement à Sergio Pérez qui a différé son pit-stop. Cinq boucles plus tard, le Mexicain s'arrête et Hamilton reprend la tête puis la conserve jusqu'au drapeau à damier.
- Lewis Hamilton : 48 tours (1-23 / 29-53).
- Sergio Pérez : 5 tours (24-28).

## Classements généraux à l'issue de la course
| Pos. | Pilote             | Écurie               | Points |
| ---- | ------------------ | -------------------- | ------ |
| 1    | Fernando Alonso    | Ferrari              | 179    |
| 2    | Lewis Hamilton     | McLaren-Mercedes     | 142    |
| 3    | Kimi Räikkönen     | Lotus-Renault        | 141    |
| 4    | Sebastian Vettel   | Red Bull-Renault     | 140    |
| 5    | Mark Webber        | Red Bull-Renault     | 132    |
| 6    | Jenson Button      | McLaren-Mercedes     | 101    |
| 7    | Nico Rosberg       | Mercedes             | 83     |
| 8    | Romain Grosjean    | Lotus-Renault        | 76     |
| 9    | Sergio Pérez       | Sauber-Ferrari       | 65     |
| 10   | Felipe Massa       | Ferrari              | 47     |
| 11   | Michael Schumacher | Mercedes             | 43     |
| 12   | Kamui Kobayashi    | Sauber-Ferrari       | 35     |
| 13   | Paul di Resta      | Force India-Mercedes | 32     |
| 14   | Nico Hülkenberg    | Force India-Mercedes | 31     |
| 15   | Pastor Maldonado   | Williams-Renault     | 29     |
| 16   | Bruno Senna        | Williams-Renault     | 25     |
| 17   | Jean-Éric Vergne   | Toro Rosso-Ferrari   | 8      |
| 18   | Daniel Ricciardo   | Toro Rosso-Ferrari   | 4      |

| Pos. | Écurie               | Points |
| ---- | -------------------- | ------ |
| 1    | Red Bull-Renault     | 272    |
| 2    | McLaren-Mercedes     | 243    |
| 3    | Ferrari              | 226    |
| 4    | Lotus-Renault        | 217    |
| 5    | Mercedes             | 126    |
| 6    | Sauber-Ferrari       | 100    |
| 7    | Force India-Mercedes | 63     |
| 8    | Williams-Renault     | 54     |
| 9    | Toro Rosso-Ferrari   | 12     |

## Statistiques
Le Grand Prix d'Italie 2012 représente :
- la 23e pole position de sa carrière pour Lewis Hamilton[41] ;
- la 20e victoire de sa carrière pour Lewis Hamilton[42] ;
- la 180e victoire pour McLaren en tant que constructeur[43] ;
- la 94e victoire pour Mercedes-Benz en tant que motoriste[44] ;
- le 300e départ en Grand Prix pour Michael Schumacher[45]. Il est le deuxième pilote ayant pris le plus de départs après Rubens Barrichello (323 départs entre 1993 et 2011).

Au cours de ce Grand Prix :
- Kamui Kobayashi passe la barre des 100 points inscrits en championnat du monde[46].
- Emanuele Pirro (37 Grands Prix entre 1989 et 1991 et 3 points ; quintuple vainqueur des 24 Heures du Mans) est nommé conseiller des commissaires de course.